# FC Stumbras Kaunas
FC Stumbras var en litauisk fodboldklub fra Kaunas. I sommeren 2019 ophørte klubben med at eksistere. Endelig blev de fjernet fra elitedivisionen. Holdets farver var blå og hvid.

## Titler
- Pokalturnering (1): 2017.[3]

## Historiske slutplaceringer
| Sæson | Niveau | Liga                | Placering | Kilde  | Notering  |
| ----- | ------ | ------------------- | --------- | ------ | --------- |
| 2013  | 3.     | Antra lyga (Pietūs) | 2.        | [ 4 ]  | Oprykning |
| 2014  | 2.     | Pirma lyga          | 1.        | [ 5 ]  | Oprykning |
| 2015. | 1.     | A lyga              | 7.        | [ 6 ]  |           |
| 2016. | 1.     | A lyga              | 5.        | [ 7 ]  |           |
| 2017. | 1.     | A lyga              | 7.        | [ 8 ]  |           |
| 2018. | 1.     | A lyga              | 4.        | [ 9 ]  |           |
| 2019. | 1.     | A lyga              | 8.        | [ 10 ] | Ophørt    |

## Klub farver
- Blå og hvid.

| Stumbras | Stumbras |

## Trænere
- Gerhardas Kvedaras (2010–2014)
- Rolandas Čepkauskas (2014–2015)
- Darius Gvildys (2015-2016)
- Mariano Barreto (2016-2018)
- João Luís Martins (2019)